# Ted Sarandos

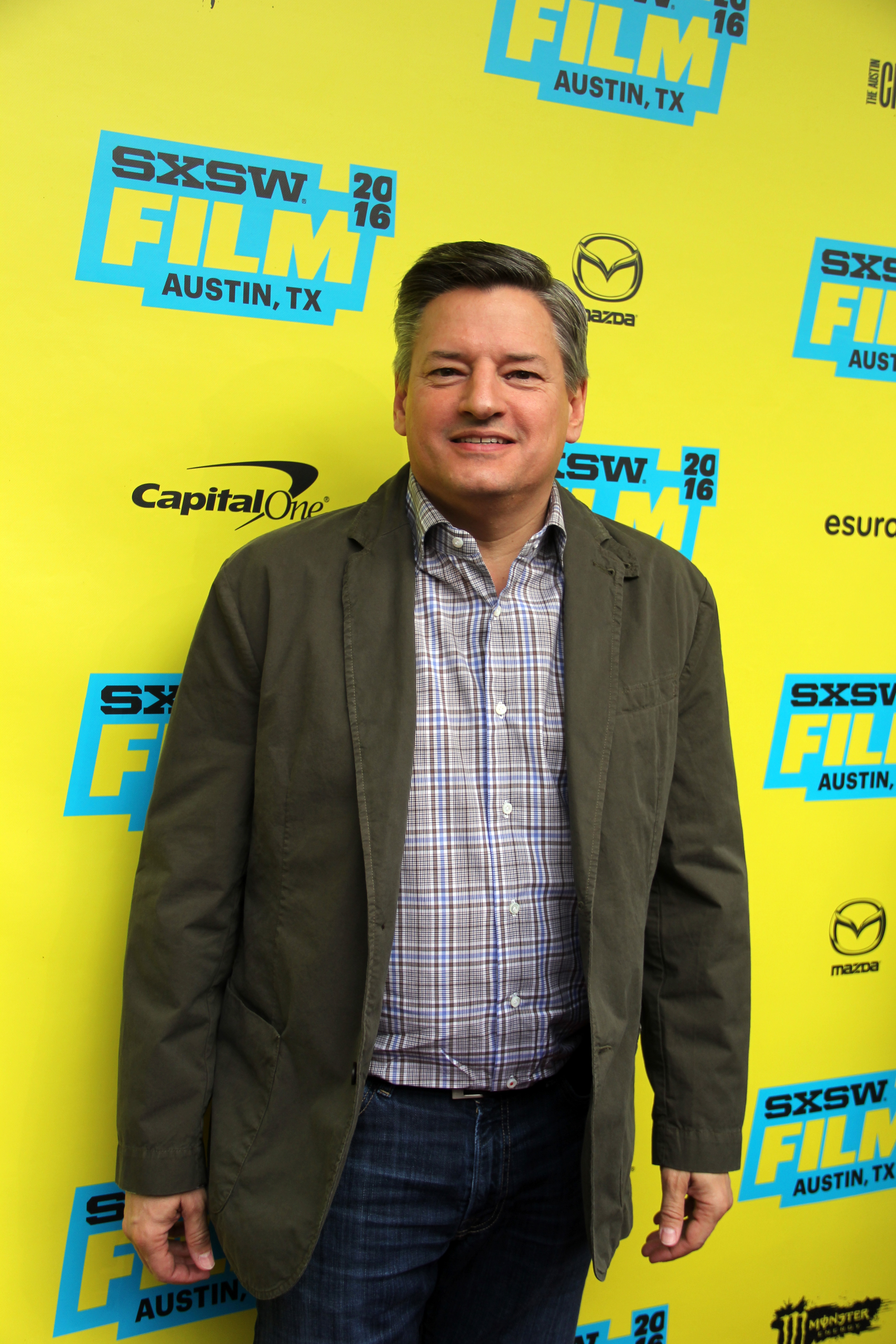
Sarandos auf dem South by Southwest, 2016

Theodore Anthony „Ted“ Sarandos Jr. (* 30. Juli 1964 in Phoenix, Arizona) ist ein US-amerikanischer Manager und Filmproduzent. Er verantwortet als Chief Content Officer (CCO) des Medienunternehmens Netflix die gesamte Content-Strategie mit dem Lizenzeinkauf, der Programmgestaltung und der Entwicklung aller Serien- und Film-Eigenproduktionen des Streaming-Dienstes. Seit dem Jahr 2020 ist Sarandos auch Chief Executive Officer (Co-CEO) des Unternehmens.

## Leben
Sarandos wuchs in seinem Geburtsort auf. Sein Vater war Elektriker und seine Mutter eine Hausfrau. Er hat vier Geschwister, davon drei ältere Schwestern und einen jüngeren Bruder. Sarandos Großvater väterlicherseits kam als kleiner Junge von der griechischen Insel Samos in die Vereinigten Staaten. Dessen Familienname war ursprünglich Kariotakis, wurde aber später in Sarandos geändert.
Während er für die Schülerzeitung seiner Highschool schrieb, konnte Sarandos den Schauspieler Ed Asner interviewen, als dieser in Phoenix zu einem Treffen der Screen Actors Guild zugegen war. Asner stellte Sarandos danach anderen Größen der Unterhaltungsindustrie vor, sodass er auch diese interviewen konnte. Ted Sarandos besuchte das Community College in Glendale, Arizona.
Danach ging er auf die Arizona State University, wo er Journalismus studierte, bis er das College verließ, um weiter in der Videoverleih-Kette Arizona Video Cassettes West zu arbeiten, wo er schon seit der High School angestellt war. Von 1983 bis 1988 verwaltete Sarandos acht Einzelhandelsvideogeschäfte von Arizona Video Cassettes West. 1988 wurde Ted Sarandos Regional Director of Sales and Operations von East Texas Distributors (ETD), einem der größten Videodistributoren in den Vereinigten Staaten. Bis März 2000 war Sarandos Vice President of Product and Merchandising bei der fast 500-köpfigen Kette Video City/West Coast Video. Während seiner Zeit bei West Coast Video war er unter anderem für die Verhandlung von Zuschüssen verantwortlich, die sein Unternehmen mit der Umstellung von VHS- auf das DVD-Format erhielt.
Nachdem er Reed Hastings kennengelernt hatte, wurde er im Jahr 2000 von Netflix als Chief Content Officer eingestellt. Sarandos war verantwortlich für die Aufstellung des ersten Programms bei Netflix mit Serien wie Lilyhammer. Im März 2011 erwarb er für 100 Millionen US-Dollar die Polit-Serie House of Cards. Sarandos begleitete die Wandlung des Unternehmens von einem DVD-Post-Verleih hin zu einem globalen Video-on-Demand-Dienst und verantwortete dabei führend die Programmgestaltung, die zunehmend auf Eigenproduktionen wie Arrested Development und Orange Is the New Black fokussiert wurde.
2013 wurde er vom Time Magazine zu einer der 100 einflussreichsten Personen des Jahres 2013 ernannt.
Im Jahr 2020 wurde Sarandos neben Reed Hastings Co-CEO des Unternehmens. Nach Hastings’ Rücktritt als CEO im Januar 2023 gab Netflix bekannt, dass Sarandos und Greg Peters künftig als Co-CEOs das Unternehmen leiten werden.

## Privatleben
Sarandos hat zwei Kinder aus seiner ersten Ehe. Im Jahr 2009 heiratete er die Diplomatin Nicole Avant, die von 2009 bis 2011 Botschafterin der Vereinigten Staaten auf den Bahamas war. Sie ist die Tochter des ehemaligen Motown-Vorsitzenden Clarence Avant. Das Paar lebt im Stadtteil Hancock Park in Los Angeles. Sarandos ist katholisch.

## Filmografie (Auswahl)
- 2005: The Comedians of Comedy (Dokumentarfilm)
- 2006: Joe Rogan: Live (Dokumentarfilm)
- 2007: Two Days in April (Dokumentarfilm)
- 2015: Die lächerlichen Sechs (The Ridiculous 6)
- 2016: Special Correspondents
- 2016: The Do-Over
- 2016: Jadotville (The Siege of Jadotville)
- 2016: Mascots
- 2016: Die wahren Memoiren eines internationalen Killers (True Memoirs of an International Assassin)
- 2017: Der weite Weg der Hoffnung (First They Killed My Father: A Daughter of Cambodia Remembers)
- 2017: Sandy Wexler
- 2017: Okja
- 2017: War Machine
- 2017: Naked
- 2017: Death Note
- 2017: Bright
- 2018: Eine nutzlose und dumme Geste (A Futile and Stupid Gesture)
- 2018: Mute

## Weitere Tätigkeiten
Sarandos ist und war Mitglied mehrerer Vorstände.
- Academy of Television Arts & Sciences, Executive Committee Appointee (2015)[21]
- Peabody Awards[22]
- Digital Entertainment Group, Retail Advisory Board
- Exploring The Arts, Board of Trustees[23]
- International Documentary Association, Trustee[24]
- Los Angeles Greek Film Festival, Advisory Board[25]
- Los Angeles Film Festival Film Independent, Film Advisory Board[26]
- MediaRights.org, Board of Directors
- Tribeca Film Festival, Film Advisory Board
- Video Software Dealers Association, Former Chapter President & Board Member